# Романовы Дарки
Романовы Дарки — село в Путятинском районе Рязанской области, входит в состав Карабухинского сельского поселения.

## Географическое положение
Село расположено на берегу реки Инкаш в 12 км на юго-восток от центра поселения села Карабухино и в 21 км на юго-восток от райцентра села Путятино.

## История
Романовы Дарки принадлежали к числу вотчин Солотчинского монастыря, данных ему великими князьями Рязанскими. О чем было сказано в списке с грамоты цари и великого князя Ивана Васильевича, данной в 1556 году. В качестве пустоши Дарки упоминаются в выписи с межевых книг, данной 1670 г. августа 24 по указу царя Алексея Михайловича архимандриту Солотчинского монастыря монаху Протасию. В 7180 (1672) г. дана была Алексеем Михайловичем по челобитью архимандрита Протасия, вместо данной еще в 7174 г., но сгоревшей, послушная грамота всем крестьянам, которые на пустоши Дарки начнут жить… В 7181 (1673) г. Дарки носят название деревни. В рязанских переписных книгах стольника Тимофея Хрущева и подьячего Бориса Башмакова (1678 г.) «Дорки Романово тож» названо уже селом, в котором показано 10 дв. крестьянских, 19 дв. бобыльских, а людей в них 121 человек.
Первоначальное построение в селе Романовы Дарки деревянной церкви в честь Св. и Живоначальной Троицы относится также к 1678 г. … При отчислении Романовых Дарков от Рязанского к Сапожковскому уезду в этом селе показано 290 душ муж. пола, в начале XIX ст. было муж. пола 528 душ; естественно, что построенная в XVII ст. Троицкая церковь сделалась непоместительною для прихожан и обветшана. Об этом счел нужным донести до сведения Рязанской консистории благочинный села Волкового иерей Алексий Иванов. Вследствие чего консисторией постановлено было объявить через благочинного прихожанам села Романова Троицкой церкви, чтобы они имели старание о перестроении церкви и представили бы в скорейшем времени просьбу к его преосвященству, так же вынесли бы из церкви неустройно стоящие образы; иначе через месяц церковь будет запечатана.
В июне 1792 г. прихожанами Троицкой церкви и подано прошение о дозволении вместо ветхой и тесной церкви построить новую просторную с теплым приделом. На построение новой церкви 18 июня 1792 г. дана была храмозданная грамота, а 26 января 1794 г. села Романова, Дарки тож иерей Симеон Артемьев с приходскими людьми – старостою Ефимом Егоровым и прочими крестьянами доносил преосвященному Симеону, что «в селе построена вновь деревянная церковь во храмонаименование Живоначальной Троицы с приделом св. и чуд. Николая, из коих придельная строением окончена, и всем надлежащим удовольствована и ко освящению состоит в готовности; по этому просил дозволить освятить придельную церковь благочинному села Карабухина иерею Никите Петрову на нововыданном антиминсе». Согласно просьбе иерея Симеона Артемьева Никольский придел дозволено было освятить означенному благочинному, на имя которого 31 января выдана была храмосвятная грамота. А 13 марта того же 1794 г. благочинный рапортовал духовной консистории, что им новопостроенная в селе Романовы Дарки придельная во имя святителя чудотворца Николая церковь освящена по чиноположению на нововыданном освященном антиминсе. В октябре 1795 г. подано прихожанами прошение об освящении настоящей церкви в честь св. Троицы. Одновременно с церковью построена была колокольня, имеющая до 40 аршин вышины, и каменная ограда, вместо которой в 1882 году устроена была новая – деревянная. В 1821 г. согласно прошению прихожан дозволено было исправить полинялые иконы и обветшавший иконостас в Никольском приделе. В 1874 г. внутренность Троицкой церкви украшена была стенною живописью. 
В XIX — начале XX века село являлось центром Романово-Дарковской волости Сапожковского уезда Рязанской губернии. В 1906 году в селе было 273 двора.
С 1929 года село являлось центром Романово-Дарковского сельсовета Чучковского района Рязанского округа Московской области, с 1935 года — в составе Путятинского района, с 1937 года — в составе Рязанской области, с 1963 года — в составе Шацкого района, с 1977 года — в составе Путятинского района, с 2005 года — в составе Карабухинского сельского поселения.

## Население
| 1859 | 1897  | 1906  | 2010 |
| ---- | ----- | ----- | ---- |
| 1824 | ↘1652 | ↗1769 | ↘125 |

## Достопримечательности
В селе расположена недействующая Троицкая церковь (1915).